# Mesoschendyla leachi
Mesoschendyla leachi är en mångfotingart som beskrevs av Crabill 1968. Mesoschendyla leachi ingår i släktet Mesoschendyla och familjen småjordkrypare.
Artens utbredningsområde är Madagaskar. Inga underarter finns listade i Catalogue of Life.